# 폴리스 비트
《폴리스 비트》(Police Beat)는 미국에서 제작된 로빈슨 드버 감독의 2005년 범죄, 드라마 영화이다. 페이프 시디 니앙 등이 주연으로 출연하였고 알렉시스 페리스 등이 제작에 참여하였다.

## 출연

### 주연
- 페이프 시디 니앙

### 조연
- 에릭 브리드러브
- 잉그리드 사나이 부론
- 사라 하렛
- 데니스 클레인스미스
- 앤디 맥콘
- 애너 옥시겐
- 조 샤피로
- 미쉘 세이만

## 기타
- 미술: 엣타 릴리엔탈
- 의상: 도리스 블랙
- 배역: 롭 웨스트